# اچ‌ام‌اس بریلینت (اچ۸۴)
اچ‌ام‌اس بریلینت (اچ۸۴) (به انگلیسی: HMS Brilliant (H84)) یک کشتی بود که طول آن ۳۲۳ فوت (۹۸٫۵ متر) بود. این کشتی در سال ۱۹۳۰ ساخته شد.